# José Álvarez y Bouquel
José Álvarez y Bouquel (París, 1805-Burgos, 1830) fue un escultor y pintor español, hijo del también escultor José Álvarez Cubero.

## Biografía
Fue hijo y heredero de José Álvarez Cubero, así como hermano del arquitecto Aníbal Álvarez Bouquel. Nació el 20 de febrero de 1805 en París, donde residían sus padres. Trasladado con ellos a Roma, se dedicó desde muy joven al estudio del dibujo y la escultura, bajo la dirección de su padre, asistiendo al estudio de Ingres y a las academias públicas de la ciudad. En el gran concurso clementino de 1824 ganó el primer premio, y la Academia Pontficia de San Lucas le honró el 14 de marzo de 1827 con el título de individuo de honor. Se trasladó a España por esa época, donde presentó algunas obras de pintura y escultura a la Academia de San Luis de Zaragoza, entre ellas un buen modelo de cabeza para una estatua de Pignatelli y su cuadro Unos mendigos, obteniendo el 7 de julio de 1828 los títulos de académico por las dos artes. La Real Academia de Bellas Artes de San Fernando le concedió igual título por la escultura el 18 de enero de 1829, gracias a su obra de Sansón luchando con el león. Falleció en Burgos el 22 de agosto de 1830, dos años y nueve meses después que su padre.
Fue también autor del grupo en mármol Jesús en el huerto, que poseyó el infante Sebastián; un Amorcito, también en mármol, propiedad del Museo del Prado; un boceto en yeso de la estatua de Fernando VII, que se intentó colocar en La Habana; y varios retratos. De pintura, además del citado cuadro de los mendigos, fue autor de Los prodigios obrados por una lámpara de aceite, copia del Dominiquino, y otros lienzos de menor importancia. Poco antes de su muerte se ocupaba de unas estatuas del Rey. D. Fernando VII y la Reina Doña Amalia, con destino a Zaragoza, y de otra escultura de dicho rey con destino para Cádiz, con motivo de haber sido declarada dicha ciudad puerto franco.